# 林大有
林大有（1515年—？），字端时，号东庐，廣東潮州府潮阳县县廓都（今棉城）人，明朝政治人物。

## 生平
嘉靖十三年（1534年）甲午科廣東鄉試第六十名舉人。嘉靖十七年（1538年）中式戊戌科會試第二百三十五名，登第三甲第二百一十三名。授户部主事。先后督办河南、山东、江西等地漕运，革除积弊。任满，转户部员外郎，出知袁州府。首辅严嵩欲网罗之，林大有拒绝依附，左迁福建盐运司同知。身后入祀邑忠义孝弟祠。

## 家族
曾祖林永恩；祖父林縉綬；父林惠，母范氏；前母趙氏。具庆下。弟大壮、大蓄。